# 拷問者の島
『拷問者の島』（ごうもんしゃのしま、原題：英: The Isle of the Tortures）は、アメリカ合衆国のホラー小説家クラーク・アシュトン・スミスによる短編小説。『ウィアード・テールズ』1933年3月号に掲載された。
『死体安置所の神』から続いており、難を逃れたファリオムとエライスが、目的地であるヨロスに向かうと、本作の出来事が起こっていたために、ハッピーエンドにはなりえないという、シニカルな構成を成している。

## あらすじ
ウッカストログの島は「拷問者の島」として恐れられている。彼らは妖術で嵐を起こし、船を遭難させて島の岸へとおびきよせる。拿捕された者たちは、島の王と民を喜ばせるために、奇妙な拷問にかけ続けられる。
星から来たという悪疫「銀死病」が猛威を振るい、ヨロス国が一夜にして滅ぶことが予言された。運命によって定められている、避け得ない破滅であり、事前の公表は伏せられる。占星術師ウェムデーズは、フルブラ王が「ヨロスで死なない」運命を読み取ったが、どこでどのように死ぬのかはわからない。そこで占星術師は、魔術を駆使して、所持者を銀死病から守る魔法の指輪を作り、王に与える。夜が明け、首都ファラードの王宮で生き残っていたのは、フルブラ王と3人の奴隷だけであった。ヨロス王家の屋形船は、南の島キュントロムに保護を求めるべく出航する。しかし船は大嵐に遭遇し、半壊してウッカストログの島に流れ着き、拿捕される。
フルブラ王はイルドラク王に面会して、身分と境遇を述べ、キュントロムに行きたいと望みを説明するも、イルドラクは「歓待する」と言って武器を没収すると、フルブラを土牢に押し入れる。土牢は海中洞窟に隣接しており、ガラス張りの壁からは、海の怪物や拷問の犠牲者たちの姿が見えるようになっている。囚われたフルブラ王に、イルウァーという娘が接触してくる。彼女はフルブラを救出して逃がすと言う。翌日、音、煙、酸、有毛蛇など、様々な責めがフルブラを苛む。王と民はその光景を満足して眺め、フルブラがこれ以上耐えられないと見て取ると、末永くいたぶるために、拷問を中止して土牢へと戻らせた。再び現れたイルウァーは、明日の夜に門の鍵を盗んでフルブラを船で逃がすと告げる。2日目の拷問を、フルブラはイルウァーへの思いに支えられて耐え切る。夜になり、フルブラは土牢で娘の訪れを待ち続けるが、彼女は現れないままに夜が過ぎていく。
3日目の夜明けに、フルブラはまたイルドラク王の前に連れて行かれ、刑車に縛り付けられる。拷問者たちは、これは肉体を打ち砕くだけではなく、薬物で王としての記憶を奪い、魂を地獄送りにする責め苦であると説明する。イルウァーが残忍な喜悦をさらけだして姿を現し、彼女を信じたフルブラの愚かさをあざ笑う。見物者たちはフルブラを悪しざまに笑い立て、イルウァーを褒めそやす。フルブラは暗澹たる絶望に満たされ、生きたいという思いは失われた。
フルブラは最後の言葉を述べる。「記憶も命も尊厳も、奪われてもかまわぬ。だが中指にはめている指輪を奪ってはならぬぞ。この指輪はわたしにとって、国や恋人よりも大切なものだからな」。これを聞いたイルドラクはフルブラをいたぶり、指輪を抜き取って己の指にはめて、彼をあざける。これにより、指輪の魔力で封じられていた銀死病が、島じゅうに解き放たれる。ただ一人イルドラクだけは、指輪の加護で感染を免れていたが、異常事態に恐怖したあげくに、指輪に有害な魔術が籠められていたのだと誤解して、指輪をはずす。

## 主な登場人物
- フルブラ王 - 主人公。ヨロスの若き王。ヨロスでは死なないと予言され、銀死病を防ぐ魔法の指輪をはめている。
- ウェムデーズ - ヨロス宮廷の占星術師・魔術師。先代王アルタスの代から仕えており、フルブラからは里親のように慕われる。
- 3人の奴隷 - フルブラの奴隷。拷問にかけられて皮を剥がれ、死体をフルブラの目の前に晒される。
- イルドラク王 - 拷問者の島ウッカストログの王。
- ウッカストログの民 - 黄色い肌、睫毛のない瞼、小さな青鼠色の目、薄い唇などが特徴的な人種。歯擦音の強い独自の言語を用いる。
- イルウァー  - 島で唯一、フルブラに優しく接する。母はヨロス人で、ヨロス語が話せる。拷問者たちからは、まるでいない者であるかのように無視されている。
- 蛸、ピュートーン - 拷問庭園を兼ねた海中洞窟で飼育されている、海の怪物。
- 「銀死病」 - 予言されていた悪疫。冒された者の肉体は、明るい金属質の青白さに染まり、ものの数分で死に至り硬直する。南ゾティークを支配する妖星アケルナルから降り下り、他の世界に伝わると言われている。

## 収録
- 『ゾティーク幻妖怪異譚』創元推理文庫、大瀧啓裕訳